# Campeonato Europeu de Atletismo em Pista Coberta de 2019 - 1500 m masculino
A prova dos 1500 metros masculino do Campeonato Europeu de Atletismo em Pista Coberta de 2019 foi disputada entre os dias  1 e 3 de março de 2019 na Emirates Arena, em Glasgow, no Reino Unido. 

## Recordes
Antes desta competição, os recordes mundiais e do campeonato nesta prova eram os seguintes:
|                       | Nome               | Nacionalidade | Tempo     | Local      | Data                    |
| --------------------- | ------------------ | ------------- | --------- | ---------- | ----------------------- |
| Recorde mundial       | Samuel Tefera      | Etiópia       | 3m 31s 04 | Birmingham | 16 de fevereiro de 2019 |
| Recorde do campeonato | Ivan Heshko        | Ucrânia       | 3m 36s 70 | Madri      | 6 de março de 2005      |
| Recorde europeu       | Andrés Manuel Díaz | Espanha       | 3m 33s 32 | Pireu      | 24 de fevereiro de 1999 |

## Medalhistas
| Ouro                     | Prata                    | Bronze            |
| Marcin Lewandowski (POL) | Jakob Ingebrigtsen (NOR) | Jesús Gómez (ESP) |

## Cronograma
Todos os horários são locais (UTC +0).
| Data       | Hora  | Evento  |
| ---------- | ----- | ------- |
| 1 de março | 11:50 | Bateria |
| 3 de março | 20:01 | Final   |

## Resultados

### Bateria
Qualificação: 2 atletas de cada bateria (Q) mais os 4 melhores qualificados (q). 

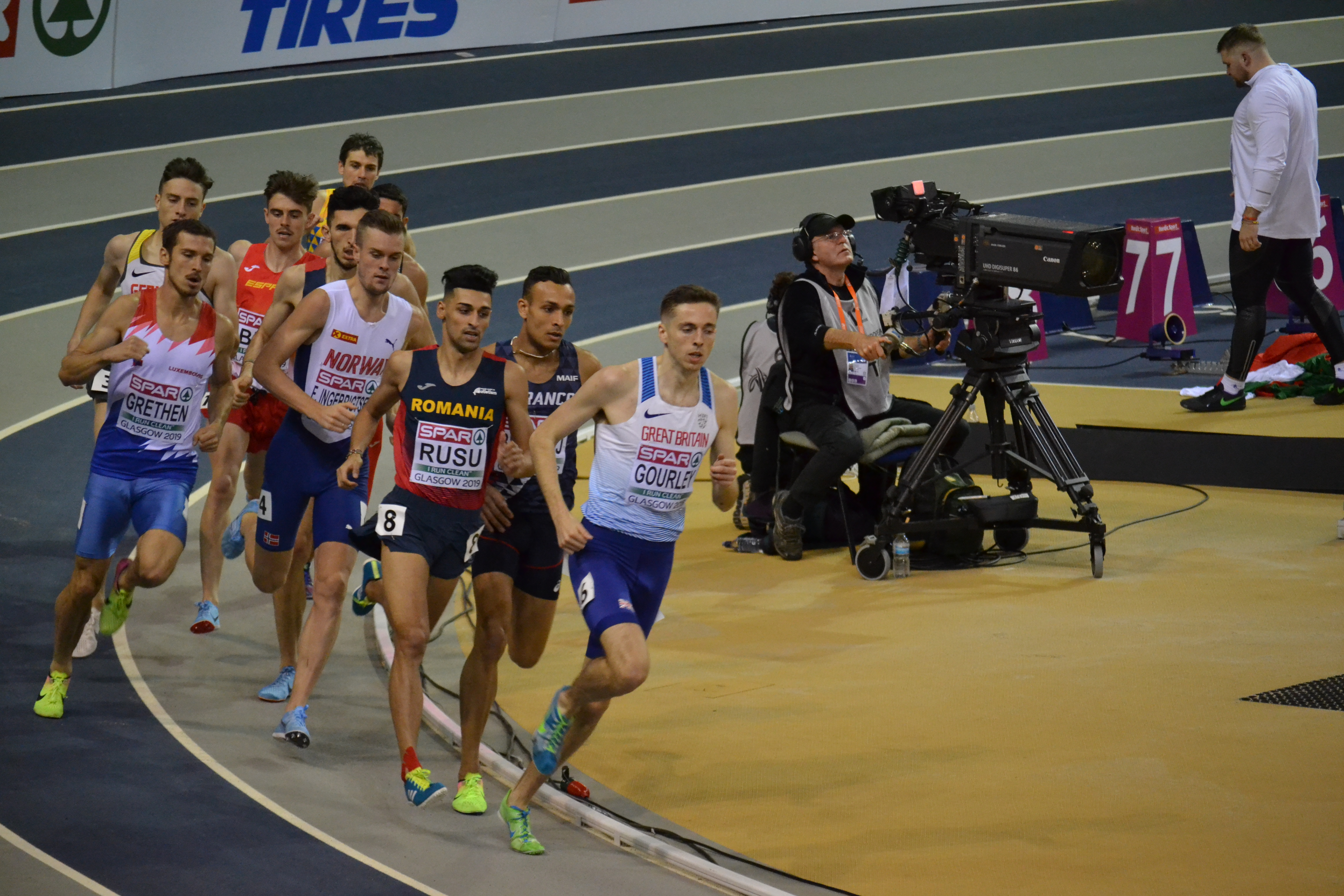
Bateria 1

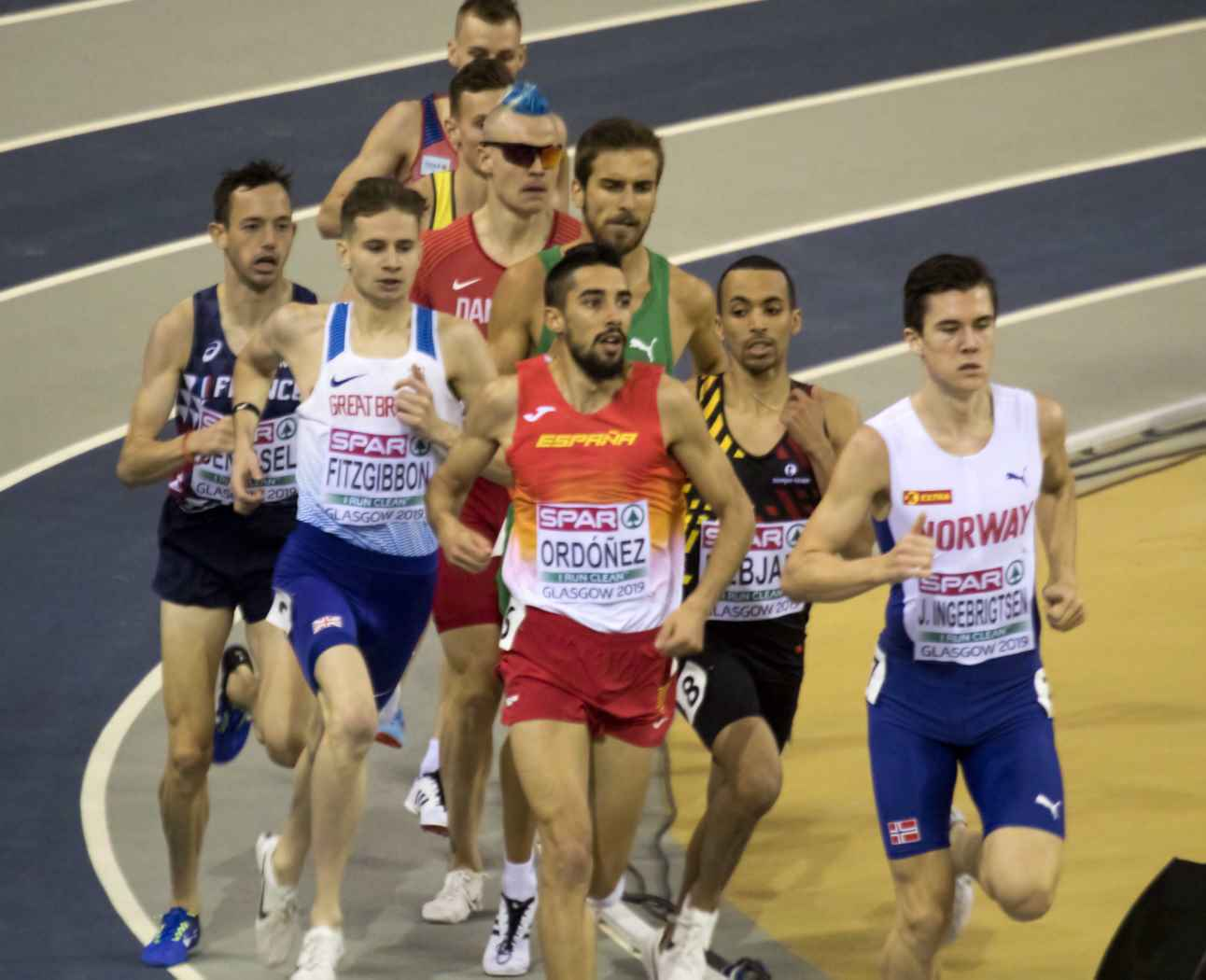
Bateria 2

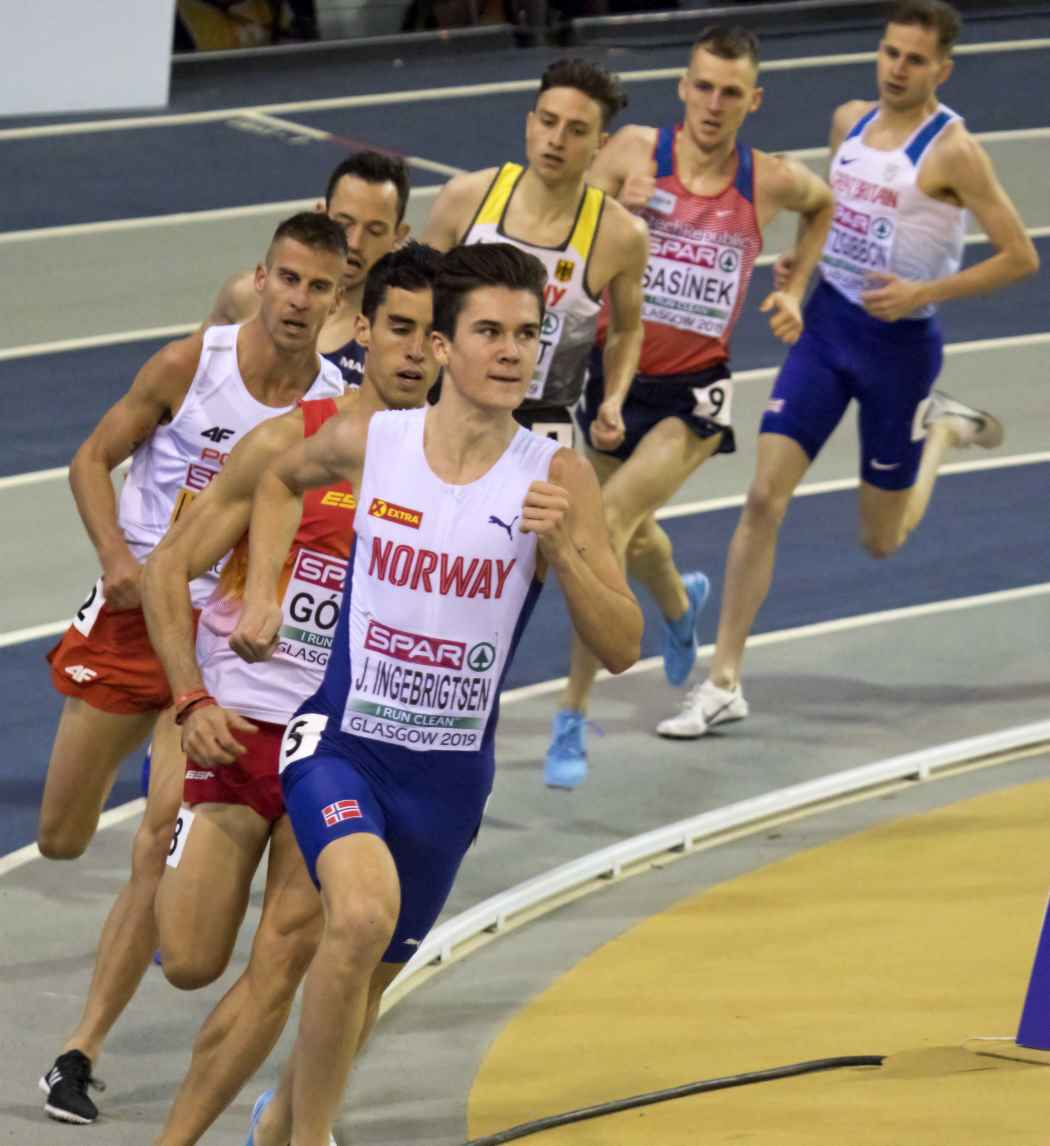
A final

| Posição | Bateria | Atleta               | Nacionalidade | Tempo   | Notas                |
| ------- | ------- | -------------------- | ------------- | ------- | -------------------- |
| 1       | 2       | Jakob Ingebrigtsen   | Noruega       | 3:42.00 | Q                    |
| 2       | 2       | Filip Sasínek        | Chéquia       | 3:42.84 | Q                    |
| 3       | 2       | Robbie Fitzgibbon    | Grã-Bretanha  | 3:43.09 | q                    |
| 4       | 2       | Simon Denissel       | França        | 3:43.79 | q                    |
| 5       | 2       | Karl Bebendorf       | Alemanha      | 3:45.70 | q                    |
| 6       | 2       | Nick Jensen          | Dinamarca     | 3:46.40 |                      |
| 7       | 2       | Emanuel Rolim        | Portugal      | 3:46.62 |                      |
| 8       | 1       | Neil Gourley         | Grã-Bretanha  | 3:46.63 | Q                    |
| 9       | 1       | Marius Probst        | Alemanha      | 3:46.93 | Q                    |
| 10      | 3       | Marcin Lewandowski   | Polónia       | 3:47.45 | Q                    |
| 11      | 3       | Jesús Gómez          | Espanha       | 3:47.53 | Q                    |
| 12      | 3       | Samir Dahmani        | França        | 3:47.69 |                      |
| 13      | 1       | Elzan Bibić          | Sérvia        | 3:47.94 |                      |
| 14      | 1       | Adrián Ben           | Espanha       | 3:48.24 |                      |
| 15      | 1       | Mehdi Belhadj        | França        | 3:48.30 |                      |
| 16      | 3       | Elliot Giles         | Grã-Bretanha  | 3:48.76 |                      |
| 17      | 1       | Yervand Mkrtchyan    | Armênia       | 3:49.25 |                      |
| 18      | 3       | Paulo Rosário        | Portugal      | 3:49.32 |                      |
| 19      | 3       | Jan Friš             | Chéquia       | 3:49.59 |                      |
| 20      | 3       | Simas Bertašius      | Lituânia      | 3:49.90 |                      |
| 21      | 1       | Charles Grethen      | Luxemburgo    | 3:50.42 |                      |
| 22      | 3       | Andreas Dimitrakis   | Grécia        | 3:50.94 |                      |
| 23      | 3       | Ferdinand Kvan Edman | Noruega       | 3:51.43 |                      |
| 24      | 1       | Volodymyr Kyts       | Ucrânia       | 3:53.91 | Recorde da temporada |
| 25      | 1       | Dorin Andrei Rusu    | Roménia       | 3:57.52 |                      |
| 26      | 2       | Saúl Ordóñez         | Espanha       | DNF     |                      |
| 26      | 2       | Ismael Debjani       | Bélgica       | DSQ     | R163.2 (b)           |
| 26      | 1       | Filip Ingebrigtsen   | Noruega       | DSQ     | R163.3 (b)           |

### Final
A final aconteceu às 20:01 no dia 3 de março de 2019. 
| Posição           | Atleta             | Nacionalidade | Tempo   | Notas |
| ----------------- | ------------------ | ------------- | ------- | ----- |
| Medalha de ouro   | Marcin Lewandowski | Polónia       | 3:42.85 |       |
| Medalha de prata  | Jakob Ingebrigtsen | Noruega       | 3:43.23 |       |
| Medalha de bronze | Jesús Gómez        | Espanha       | 3:44.39 |       |
| 4                 | Filip Sasínek      | Chéquia       | 3:45.27 |       |
| 5                 | Simon Denissel     | França        | 3:45.50 |       |
| 6                 | Marius Probst      | Alemanha      | 3:45.76 |       |
| 7                 | Karl Bebendorf     | Alemanha      | 3:46.88 |       |
| 8                 | Robbie Fitzgibbon  | Grã-Bretanha  | 3:47.08 |       |
| 9                 | Neil Gourley       | Grã-Bretanha  | DNS     |       |

Legenda
| Recorde mundial       | Recorde mundial (World record)               |                       | Recorde africano                      | Recorde africano (African) |                                           | Q | Classificado por posição (Qualified) |
| Recorde do campeonato | Recorde do campeonato (Championship record)  | Recorde da América    | Recorde da América (Americas)         | q                          | Classificado por melhor tempo (Qualified) |   |                                      |
| Melhor marca do ano   | Melhor marca do ano (World leading)          | Recorde asiático      | Recorde asiático (Asian)              | DNS                        | Não largou (Did not start)                |   |                                      |
| Recorde nacional      | Recorde nacional (National record)           | Recorde europeu       | Recorde europeu (European)            | DNF                        | Não terminou (Did not finish)             |   |                                      |
| Recorde pessoal       | Recorde pessoal do atleta (Personal best)    | Recorde da Oceania    | Recorde da Oceania (Oceania)          | DSQ / DQ                   | Desclassificado (Disqualified)            |   |                                      |
| Recorde da temporada  | Recorde da temporada do atleta (Season best) | Recorde sul-americano | Recorde sul-americano (South America) | NM                         | Sem marca (No mark)                       |   |                                      |